# ヨドゼゼラ
ヨドゼゼラ Biwia yodoensisは、淀川水系固有種の小型の底生淡水魚である。長らくゼゼラ B. zezeraと同種として扱われてきたが、2010年にゼゼラとは別種として新種記載された。小さく愛くるしい姿からマニアも多いが、生息地では激減しており、その保護は急務である。

## 名称
本種は2010年に新種記載されるまでの間琵琶湖などに生息する同属のゼゼラと同種として扱われていた。ヨドゼゼラの「ヨド」は「淀川」の「淀」を意味する。学名「Biwia yodoensis」の種小名「yodoensis」も「淀川の」を意味し、その名の通り淀川水系に固有のゼゼラ属魚類である。琵琶湖ではゼゼラを指す地方名として「エンドス」「ハナタレ」などの名称が存在するが、淀川流域において特に本種を指し示す地方名があったかどうかは不明である。本種は小型で漁業資源としての特段の利用価値もないため、他のモロコ類（コウライモロコやツチフキ、タモロコなど）と一緒にして「雑魚」として扱われていた可能性が高い。

## 分布と生息地
淀川水系の河川中下流域、ワンドやタマリ、支流の下流、二次流路、農業用水路に分布し、流れの緩やかな泥底や砂泥底を好む。淀川水系にはかつて広大な氾濫原が広がり、河川敷には多くの分派やワンドが存在していた。また周辺地帯には京都府で最大の大きさを誇った巨椋池が存在し、かつてはこうした環境に本種が多産したといわれる。現在では、大阪府内の淀川をはじめとして、桂川、宇治川、木津川をはじめとした淀川水系の主要な支流にはおおむね分布しており、周辺地帯のクリークや小支流でも見られるが、河川環境の悪化により宇治川では近年確認することができない（詳しくは「保全状況」の項目を参照）。琵琶湖・淀川水系にはゼゼラとヨドゼゼラの両種が生息し、上流側の琵琶湖水系にゼゼラが、下流側の淀川水系中・下流域（京都府・大阪府）にヨドゼゼラが分布しているとされる。しかし、琵琶湖南湖でのヨドゼゼラの記録や、淀川でのゼゼラの記録もあり、ゼゼラとヨドゼゼラが同所的に生息している地点もあるものと思われる。

## 形態
全長4 - 7 cmの小魚で、円筒形の細長い体形をしており、尾側に向けて側扁する。いわゆる「底もの」の魚であるが、類似のカマツカやツチフキなどと比べると体に対する鰭の大きさなども大きく、より遊泳魚よりの体形をしている印象を受ける。背面から見ると背中にいくつかの鞍状斑が確認でき、体側には大きめの暗色斑が存在する。この模様は繁殖期の雄では薄くなる。頭部には口から目にかけて暗斜体が存在する。カマツカやツチフキは吸引摂餌を行うため長めの吻を持つが、ゼゼラやヨドゼゼラの吻は短く丸く、口唇は滑らかで乳頭突起はない。下向きで小さなおちょぼ口は底の表面のデトリタスを食べるのに適した形をしている。本種の属するカマツカ亜科の中では珍しく、口ひげはない。同属のゼゼラと似るが、眼はゼゼラに比べて小さく、体高・尾柄高が高い。このため、全体的にヨドゼゼラの方がずんぐりしていて愛らしい体形に見える。また大きな違いとしては、ゼゼラの背鰭は外縁が内側にやや凹むのに比べ、ヨドゼゼラでは外縁がやや膨らみ、鋸歯状になるということである。これは繁殖期の雄で差が顕著である（雌ではあまりはっきりしない）。また、ヨドゼゼラの側線鱗数は34 - 36であるのに対し、ゼゼラは35 - 38である。脊椎骨数にも違いが見られ、ヨドゼゼラでは34 - 36だが、ゼゼラは34 - 38である。また、繁殖期に胸鰭に現れる追星の大きさはゼゼラに比べ大きく、15以下とゼゼラよりも少ないなどの違いがある。繁殖期になると、雄の体は美しい燻し銀の婚姻色に包まれ、各鰭は青白く神秘的な煌めきに染まる。ラメの輝く胸鰭前縁には真珠のような大粒の追星がいくつも現れ、大きく盛り上がった背中にピンと帆を張るのは本種の最大の特徴ともいえる鋸歯状の大きな背鰭である。繁殖期の本種の雄は非常に寸胴でコロコロした見た目をしており、一見してもゼゼラとは全く異なる姿形を示す。まさに淀川の宝石、異形のゼゼラである。その一方で非繁殖期の体高は低く、若干痩せて見えるため、繁殖期とはうって変わり一見すると地味な魚にも見えてしまうほどである。この時期のヨドゼゼラはゼゼラとよく似ている。

## 生態
比較的最近に記載された新種であるということもあり、本種の生態・行動に関する知見は十分に得られていない。底生生活を営み、底の表面の藻類やデトリタスを主に食べる。ただしカマツカやドジョウのように基質に潜ることはあまりなく、基本的には泥底や砂泥底の上にちょこんと鎮座していることが多い。近づくとススっと逃げる。繁殖期は4～7月上旬で、オスが抽水植物や陸上植物の根になわばりを持つ。メスは植物の根やアオミドロに産卵する。卵は寒天質の物質に包まれ、互いにくっつきあってブドウの房のような卵塊となる。雄の保護のもと2，3日で孵化し、ワンドの中などで成長する。寿命はほとんどの個体が1年で、産卵後死亡する。

## 分類
かつてゼゼラ属 Biwiaには日本固有種のゼゼラ Biwia zezeraと朝鮮半島に生息するコウライゼゼラ Biwia springeriが有効種として知られており、本種は長らくゼゼラと同一視されていたが、2000年代後半ごろから淀川水系に特異なゼゼラの集団が存在することが認知され始め、2010年に淀川水系の固有種ヨドゼゼラ Biwia yodoensis Kawase & Hosoya, 2010として新種記載された。ホロタイプ KUN-P 40260は近畿大学農学部に所蔵されている。タイプ産地は京都府大山崎町桂川の三川合流地点付近。パラタイプには木津川水系産の個体も多く指定されている。

## 利用
特に本種を食べる文化が淀川流域にあったという記録はないが、琵琶湖でゼゼラが雑魚として混獲され食べられていたのと同様に周辺地域の住民の口にも入っていたものと考えられる。食味に関してはゼゼラと大差ないものと思われる。

## 捕獲
タモ網、投網、釣りなどによって捕獲することが可能である。特にタモ網を用いた捕獲（いわゆるガサガサ）が手軽で一般的であるが、本種はその姿の愛くるしさや希少性からマニアや業者による乱獲が懸念される。本種は元来分布域が琵琶湖・淀川水系という極めて限られた範囲に限定されているうえに、近年は周辺環境の悪化によって激減しているため（「保全状況」の項を参照）、多産する生息地は淀川水系内でも極めて少ない。そのため愛好家による個人レベルの採集圧であっても場合によっては個体群の存続に影響を及ぼしかねず、採集にあたっては配慮が必要である。

## 飼育
おとなしい性格で、姿や仕草に愛嬌があることから、また水質の悪化に比較的強く、底付近のデトリタスを主に食べる習性から近縁のツチフキやカマツカなどどともに水槽のお掃除屋としても飼育される場合がある。しかし、ゼゼラ類全般に言えることではあるが、飼育難易度は比較的高い。本来寿命が短い魚である上に、食が細く大変痩せやすいため、餌が十分に行きわたらないことが多く基本的に他の魚種と混泳させるのは不向きである。また、オヤニラミやナマズなどの肉食魚と混泳させると食べられてしまう恐れもあるため、飼育する場合には本種のみでの単独飼育、あるいはゼゼラとの混泳などが望ましい。

## マスコットキャラクター
京都府内の淀川水系下流域を管轄する京淀川漁業協同組合のマスコットキャラクター「ZEZERUN君（ゼゼラン君）」は本種をモチーフとしたキャラクターであり、同じく琵琶湖・淀川水系を代表する淡水魚であるノゴイ（琵琶湖などに生息する日本在来のコイ）の頭を持ち、両足がヨドゼゼラの黒い人間の姿をしている。淀川水系の淡水魚のトップに君臨するノゴイを頭（かしら）とし、足元には比較的近年に記載されたヨドゼゼラを配置することによって、京淀川漁協を中心として人と魚が支えあい豊かな川を残していくという理念が込められている。

## 保全状況
河川環境の悪化や水田地帯の消失により、個体数は激減している。また、淀川水系で拡大するブラックバスやブルーギルなどの肉食性外来魚類による影響も大きいと考えられる。環境省レッドリスト2020では「絶滅危惧IB類」、大阪府レッドリスト2014では「絶滅危惧Ⅱ類」、京都府レッドリスト2023では「絶滅危惧種」に指定されている。かつて淀川水系には巨椋池などをはじめとした広大な氾濫原環境が存在したが、周辺地域の開発に伴いこうした環境は激減し、ヨドコガタスジシマドジョウやアユモドキ、イタセンパラなど多くの淡水魚が絶滅あるいは絶滅寸前の状況に追いやられた。本種においても淀川の河川環境の悪化の影響は大きく、かつて多産した宇治川では現在確認できない状況となっている。本種は淀川の豊かな自然環境を特徴づける種であると同時に、世界中でも琵琶湖・淀川水系というごく限られた範囲にしか生息せず、生物地理学的にも極めて興味深い存在である。この小さな命を淀川から絶やしてはならない。
絶滅危惧IB類 (EN)（環境省レッドリスト）